# Shahrak-e Salman-e Farsi
Shahrak-e Salmān-e Fārsī (farsi شهرك سلمان فارسي) è una città dello shahrestān di Shush, circoscrizione Centrale, nella provincia del Khūzestān. Aveva, nel 2006, una popolazione di 6.418 abitanti.